# Starîi Aidar, Stanîcino-Luhanske
Starîi Aidar (în ucraineană Старий Айдар) este un sat în comuna Peredilske din raionul Stanîcino-Luhanske, regiunea Luhansk, Ucraina.

## Demografie
Componența lingvistică a localității Starîi Aidar
     Rusă (89,75%)
     Ucraineană (10,25%)
Conform recensământului din 2001, majoritatea populației localității Starîi Aidar era vorbitoare de rusă (89,75%), existând în minoritate și vorbitori de ucraineană (10,25%).